# Ižkovce
Ižkovce (Hongaars: Iske) is een Slowaakse gemeente in de regio Košice, en maakt deel uit van het district Michalovce.
Ižkovce telt 99 inwoners.